# Enrico Intra

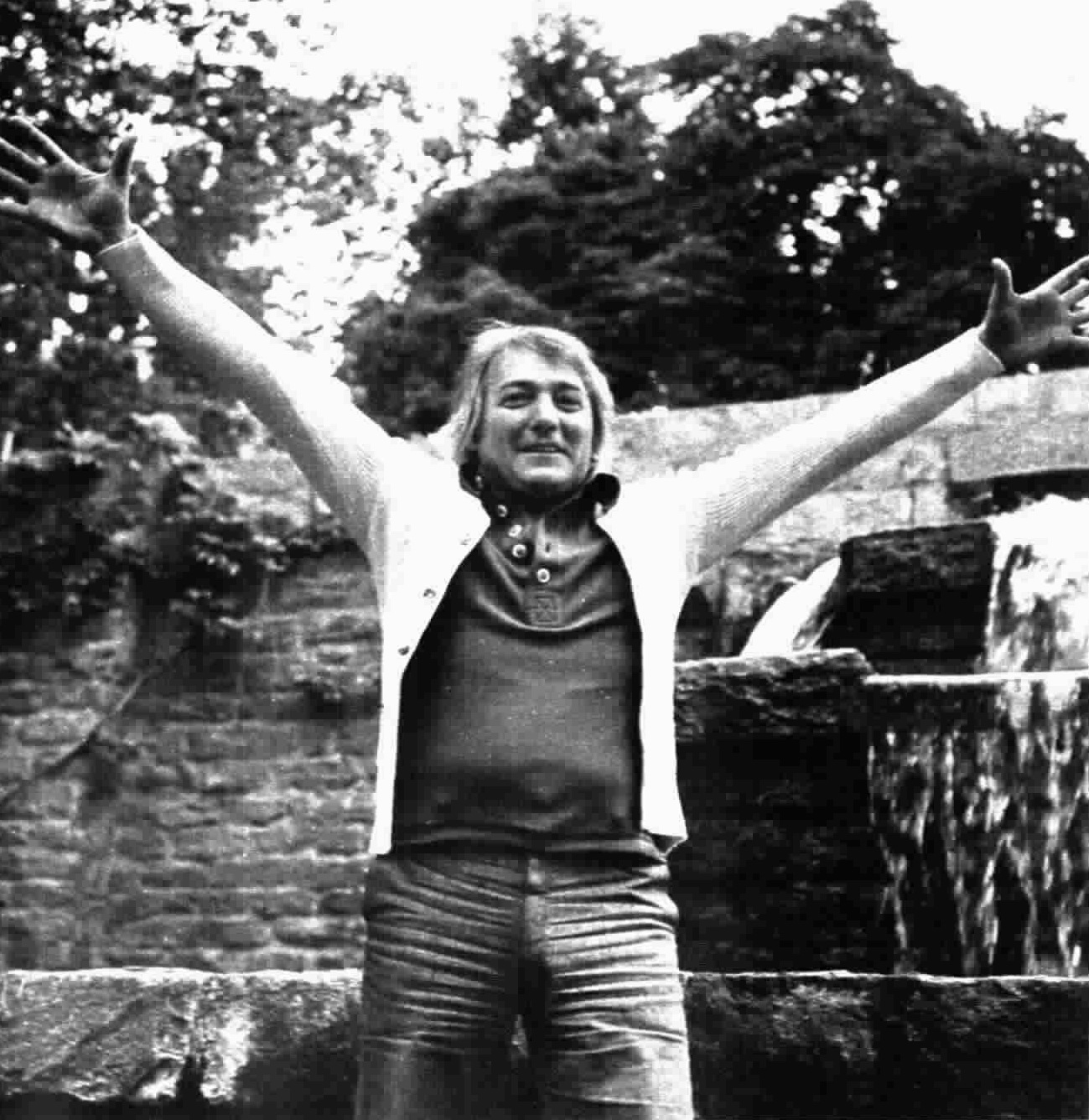
Enrico Intra

Enrico Intra (30 juli 1935) is een Italiaanse jazzpianist, componist en orkestleider. 

## Loopbaan
Intra leidde in de jaren 50 eigen groepen. In 1960 nam hij deel aan de competitie La coppa del Jazz van Rai Radio 2. In de jaren 60 richtte hij in Milaan de nachtclub Intra's Derby Club op. Hij werkte samen met Pupo De Luca, Iva Zanicchi, Severino Gazzelloni, Claudio Cusmano, Bruno De Filippi, Marco Ratti, Victor Bacchetta, Pino Presti, Tullio De Piscopo, Gianni Bedori, Giancarlo Barigozzi en Sergio Farina. Tevens speelde hij met Chet Baker, Lee Konitz en Milt Jackson. Sinds het midden van de jaren vijftig leidde hij meerdere malen het orkest op het festival van San Remo. Vanaf het midden van de jaren 70 ging hij jazzplaten maken.
In 1971 componeerde hij een mis. Als tekstschrijver  schreef hij met Vito Pallavicini No amore, dat in de interpretatie van Giusy Romeo en Sacha Distel bekend werd. Tevens arrangeerde hij voor Francesco Guccini (Un altro giorno è andato/Il bello, 1968) en componeerde hij voor films.
Sinds 1980 vormt hij met Franco Cerri een duo. Met Cerri richtte hij Musica Oggi op, dat de jazz wil bevorderen, en ontwikkelde hij de jazzcursus Civici Corsi di Jazz di Milano. In 1987 richtte hij het Civica Orchestra Jazz di Milano op, een orkest dat hij nog steeds leidt. Met dit orkest bracht hij in 2007 een programma met muziek van Duke Ellington. Verder werkte hij samen met Markus Stockhausen, Roberto Fabbriciani, Mauro Negri, Franco D’Andrea en Marco Vaggi.

## Composities
- La Messa d’Oggi (1971, RFL ST 14043 Ri-Fi)
- Archetipo (suite voor sextet met cello en hobo)
- Contro la seduzione
- Dissonanza-Consonanza
- The Blues
- Nosferatu
- Bach-Cage-Intra
- Nuova civiltà

## Discografie (selectie)
- To the Victims of Vietnam,  Ri-Fi, 1974
- Paopop / Adagio (7"), Ri-Fi, 1975
- Gerry Mulligan meets Enrico Intra, Produttori Associati, 1976
- The Blues, CD, album, Dire, 1991
- Wach im Dunklen Garten. Instrumentalmusik nach Gregorianischen Gesängen Kreuz, CD, 1999
- Bernstein/Gershwin/Rodgers, met de Civica Jazz Band en Franco Cerri, Soul Note, CD, 2000
- Live!, Distr. IRD, CD, 2005
- Le case di Berio, Audio CD, album,  Rai Trade, Alfa Music, 2005[2]
- Like Monk, Alfa Music, Audio CD, 2006
- Franco Cerri & Enrico Intra  Jazz Italiano Live 2007, MAG 2007
- David Liebman/Enrico Intra Liebman meets Intra Contenuto Alfa Music, CD, 2008
- Franco Ambrosetti/Enrico Intra Live In Milan, Duo, Trio, Quartet, CD, album, Albore Jazz, 2009